# Поликарп Јерусалимски
Патријарх Поликарп (у. 15. јануар 1827 , Цариград) - епископ Јерусалимске православне цркве, патријарх јерусалимски и целе Палестине.

## Биографија
Пре него што је постао патријарх, био је митрополит Витлејемски.
22. новембра 1808. године након смрти патријарха Антима, у Цариграду, уз учешће Светог Синода Цариградске патријаршије и представника Јерусалимске Цркве, извршен је избор Поликарпа на патријаршијски трон.
Током читавог периода своје патријаршије Поликарп је живео у Цариграду и одавде управљао повереном му Црквом.
Обимна градња почетком 19. века, нарочито обнова спаљене цркве Гроба Господњег 1809/1810, прекиди у токовима прихода од имовине Патријаршије у дунавским кнежевинама, несређено финансијско управљање, и што је најважније – османски прогон православних након покретања грчког устанка 1821. године довео је до тешког стања Патријаршије, неспособне да отплати огромне дугове.
Преминуо је 15. јануара 1827. године у Цариграду. После његове смрти, због огромног дуга од 18 милиона пијастра, међу највишим грчким свештенством није било вољних да заузму јерусалимски престо; На ово је пристао игуман метохије братства Господњег гроба у Неохорији Атанасије.